# Brett Robinson (Leichtathlet)
Brett Robinson (* 8. Mai 1991 in Florey, Canberra) ist ein australischer Leichtathlet, der sich auf die Langstreckenläufe spezialisiert hat. Er ist Inhaber des Nationalrekords im Halbmarathon.

## Sportliche Laufbahn
Brett Robinson trat 2008 in seinen ersten Wettkämpfen auf der Laufbahn gegen die nationale Konkurrenz an. 2009 qualifizierte er sich für das U20-Rennen bei den Crosslauf-Weltmeisterschaften in Jordanien, in dem er auf dem 46. Platz das Ziel erreichte. 2010 gewann er im März die Silbermedaille im 1500-Meter-Lauf bei den Australischen U20-Meisterschaften. In dieser Disziplin trat er im Juli auch bei den U20-Weltmeisterschaften im kanadischen Moncton an. Dabei zog er in das Finale ein, das er mit einer Zeit von 3:44,06 min auf dem achten Platz beendete. Im Dezember verbesserte er sich im 3000-Meter-Lauf auf eine Zeit von 8:04,22 min. 2011 gewann er die Silbermedaille im 3000-Meter-Hindernislauf bei den Australischen Meisterschaften, über 1500 Meter wurde er Achter.
2013 trat Robinson in Polen zum zweiten Mal bei den Crosslauf-Weltmeisterschaften, diesmal im Erwachsenenrennen, an. Mit einer Zeit von 34:11 min erreichte er den 29. Platz. Ende Juni lief er in Ostrava eine Zeit von 13:18,96 min im 5000-Meter-Lauf. Damit qualifizierte er sich für die Weltmeisterschaften in Moskau. Dort zog er als Siebter seines Vorlaufes in das Finale ein, in dem er den 15. Platz belegte. 2015 startete er auch in Guiyang bei den Crosslauf-Weltmeisterschaften. Im Vergleich zu 2013, schnitt er diesmal eine Position besser ab. Erneut gelang es ihm sich im 5000-Meter-Lauf für die Weltmeisterschaften, die ebenfalls in China stattfanden, zu qualifizieren. Zuvor lief er im Juli persönliche Bestzeit von 7:45,97 min über 3000 Meter. Bei den Weltmeisterschaften verpasste er anschließend als Zehnter seines Vorlaufes den Einzug in das Finale. Einen Monat später bestritt er in Großbritannien erstmals einen Halbmarathon, den er in einer Zeit von 1:08:55 h absolvierte. 2016 nahm Robinson im 3000-Meter-Lauf an den Hallenweltmeisterschaften in Portland teil. Es gelang ihm in das Finale einzuziehen, das er als Elfter beendete. Ende März wurde er Australischer Vizemeister über 5000 Meter. Im Mai lief er in Hengelo eine Zeit von 13:19,29 min und qualifizierte sich damit für die Olympischen Sommerspiele in Rio de Janeiro. Er schaffte es sich mit dem neunten Platz im Vorlauf zu qualifizieren und belegte schließlich den Platz 14 im Finale.
2017 war Robinson für seine insgesamt vierte Teilnahme an den Crosslauf-Weltmeisterschaften qualifiziert, konnte im März allerdings in Kampala nicht an den Start gehen. Im Oktober siegte er mit Bestzeit von 1:04:01 h beim Melbourne-Halbmarathon. Anfang Dezember bestritt er in Japan erstmals ein Rennen im Marathonlauf, konnte dieses allerdings nicht beenden. Rund zwei Wochen später belegte er den vierten Platz über 10.000 Meter bei den Australischen Meisterschaften. 2018 stellte er im Juli in Belgien seine Bestzeit von 13:15,91 min über 5000 Meter auf. Ende des Jahres zeigte sich das gleiche Bild wie ein Jahr zuvor. Erneut siegte er im Halbmarathon von Melbourne und erneut konnte er den Marathon im japanischen Fukuoka nicht beenden. 2019 nahm er in Aarhus wieder an den Crosslauf-Weltmeisterschaften teil und belegte den 30. Platz. Ende April trat er beim London-Marathon an und bewältigte die Strecke in einer Zeit von 2:10:55 h, womit er den zwölften Platz belegte. Im Februar 2020 bestritt Robinson den Halbmarathon im japanischen Marugame, den er mit einer Zeit von 59:57 min gewann und damit zugleich den Nationalrekord um 59 Sekunden verbesserte. Den ehemaligen hielt zuvor Collis Birmingham seit 2013. Robinson ist im Marathonlauf für die Olympischen Sommerspiele in Tokio qualifiziert. Zusammen mit seinem Teamkameraden Stewart McSweyn sprach er sich im Januar 2021 gegen eine Impfpriorisierung für Spitzensportler im Zuge der COVID-19-Pandemie aus. Anfang August trat er im Marathon bei den Olympischen Spielen an und belegte nach 2:24:04 h den 66. Platz. Ende 2022 belegte er beim Marathon von Fukuoka in 2:07:31 h den vierten Platz und stellte damit zu gleich einen neuen Ozeanienrekord auf.

## Wichtige Wettbewerbe
| Jahr                   | Veranstaltung                 | Ort                    | Platz                  | Disziplin              | Zeit                   |
| Startet für Australien | Startet für Australien        | Startet für Australien | Startet für Australien | Startet für Australien | Startet für Australien |
| ---------------------- | ----------------------------- | ---------------------- | ---------------------- | ---------------------- | ---------------------- |
| 2009                   | Crosslauf-Weltmeisterschaften | Amman                  | 46.                    | U20-Rennen             | 25:47 min              |
| 2010                   | U20-Weltmeisterschaften       | Moncton                | 8.                     | 1500 m                 | 3:44,06 min            |
| 2013                   | Crosslauf-Weltmeisterschaften | Bydgoszcz              | 29.                    | Erwachsenenrennen      | 34:11 min              |
| 2013                   | Weltmeisterschaften           | Moskau                 | 15.                    | 5000 m                 | 14:03,77 min           |
| 2015                   | Crosslauf-Weltmeisterschaften | Peking                 | 28.                    | Erwachsenenrennen      | 37:11 min              |
| 2015                   | Weltmeisterschaften           | Peking                 | 25.                    | 5000 m                 | 13:49,63 min           |
| 2016                   | Hallenweltmeisterschaften     | Portland               | 11.                    | 3000 m                 | 8:11,11 min            |
| 2016                   | Olympische Sommerspiele       | Rio de Janeiro         | 14.                    | 5000 m                 | 13:32,30 min           |
| 2017                   | Crosslauf-Weltmeisterschaften | Kampala                |                        | Erwachsenenrennen      | DNS                    |
| 2019                   | Crosslauf-Weltmeisterschaften | Aarhus                 | 30.                    | Erwachsenenrennen      | 33:34 min              |
| 2021                   | Olympische Sommerspiele       | Tokio                  | 66.                    | Marathon               | 2:24:04 h              |

## Persönliche Bestleistungen
Freiluft
- 1500 m: 3:38,94 min, 18. Februar 2012, Sydney
- 3000 m: 7:45,97 min, 14. Juli 2015, Luzern
- 5000 m: 13:15,91 min, 21. Juli 2018, Heusden-Zolder
- 10.000 m: 27:51,51 min, 6. Mai 2022, San Juan Capistrano
- Halbmarathon: 59:57 min, 2. Februar 2020, Marugame; (australischer Rekord)
- Marathon: 2:07:31 h, 4. Dezember 2023, Fukuoka; (Ozeanienrekord)

Halle
- 3000 m: 7:44,29 min, 14. Februar 2016, Boston